# Озеро (Немировский район)
Озеро (укр. Озеро) — село на территории Украины, находится в Немировском районе Винницкой области.
Код КОАТУУ — 0523083406. Население по переписи 2001 года составляет 238 человек. Почтовый индекс — 22850. Телефонный код — 4331.
Занимает площадь 0,001 км².

## Адрес местного совета
22850, Винницкая область, Немировский р-н, с. Зарудинцы